# Art Langley
John Arthur Langley, detto Art (Melrose, 25 giugno 1896 – Eustis, 5 marzo 1967), è stato un hockeista su ghiaccio statunitense.

## Palmarès

### Olimpiadi invernali
- Argento a Chamonix-Mont-Blanc 1924 nell'hockey su ghiaccio.